# Olympische Jugend-Winterspiele 2020/Teilnehmer (Serbien)
| Gelbes Symbol für Goldmedaillen mit stilisierten Olympischen Ringen | Graues Symbol für Silbermedaillen mit stilisierten Olympischen Ringen | Braundes Symbol für Bronzemedaillen mit stilisierten Olympischen Ringen |
| ------------------------------------------------------------------- | --------------------------------------------------------------------- | ----------------------------------------------------------------------- |
| —                                                                   | —                                                                     | —                                                                       |

Serbien nahm an den Olympischen Jugend-Winterspielen 2020 in Lausanne mit zwei Athleten (drei Jungen und drei Mädchen) in vier Sportarten teil.

## Medaillen

### Medaillengewinner
| Name/n         | Sportart  | Wettkampf          |
| -------------- | --------- | ------------------ |
| Silber         |           |                    |
| Matija Dinić 1 | Eishockey | 3×3 Turnier Jungen |

## Teilnehmer nach Sportarten

### Biathlon
| Athleten    | Wettbewerbe   | Zeit        | Fehler       | Rang |
| ----------- | ------------- | ----------- | ------------ | ---- |
| Jungen      |               |             |              |      |
| Omar Hodžić | 7,5 km Sprint | 25:09,6 min | 6 (3+3)      | 85   |
| Omar Hodžić | 12 km Einzel  | 45:16,4 min | 10 (4+1+4+1) | 88   |

### Eishockey
Im 3×3 Eishockey spielten die Athleten in gemischten Mannschaften.
| Mannschaft  | Athleten | Vorrunde       | Vorrunde  | Halbfinale    | Halbfinale    | Finale/Spiel um Bronze | Finale/Spiel um Bronze | Rang   |
| Mannschaft  | Athleten | Gegner         | Ergebnis  | Gegner        | Ergebnis      | Gegner                 | Ergebnis               | Rang   |
| ----------- | --- | -------------- | --------- | ------------- | ------------- | ---------------------- | ---------------------- | ------ |
| Jungen      | |                |           |               |               |                        |                        |        |
| _ Team Rot  | Juho Lukkari Denys Pasko Lin Wei-yu Aleks Menc Matija Dinić Peter Repčík Mackenzie Stewart Dylan Wesseling Tjaš Lesničar Sander Salvær Jan Hornecker Matthias Bittner Maël Halladj                                    | _ Team Orange  | 6:8       | _ Team Braun  | 9:7           | _ Team Grün            | 4:10                   | Silber |
| _ Team Rot  | Juho Lukkari Denys Pasko Lin Wei-yu Aleks Menc Matija Dinić Peter Repčík Mackenzie Stewart Dylan Wesseling Tjaš Lesničar Sander Salvær Jan Hornecker Matthias Bittner Maël Halladj                                    | _ Team Schwarz | 12:9      | _ Team Braun  | 9:7           | _ Team Grün            | 4:10                   | Silber |
| _ Team Rot  | Juho Lukkari Denys Pasko Lin Wei-yu Aleks Menc Matija Dinić Peter Repčík Mackenzie Stewart Dylan Wesseling Tjaš Lesničar Sander Salvær Jan Hornecker Matthias Bittner Maël Halladj                                    | _ Team Grün    | 8:9 n. V. | _ Team Braun  | 9:7           | _ Team Grün            | 4:10                   | Silber |
| _ Team Rot  | Juho Lukkari Denys Pasko Lin Wei-yu Aleks Menc Matija Dinić Peter Repčík Mackenzie Stewart Dylan Wesseling Tjaš Lesničar Sander Salvær Jan Hornecker Matthias Bittner Maël Halladj                                    | _ Team Grau    | 9:13      | _ Team Braun  | 9:7           | _ Team Grün            | 4:10                   | Silber |
| _ Team Rot  | Juho Lukkari Denys Pasko Lin Wei-yu Aleks Menc Matija Dinić Peter Repčík Mackenzie Stewart Dylan Wesseling Tjaš Lesničar Sander Salvær Jan Hornecker Matthias Bittner Maël Halladj                                    | _ Team Braun   | 11:5      | _ Team Braun  | 9:7           | _ Team Grün            | 4:10                   | Silber |
| _ Team Rot  | Juho Lukkari Denys Pasko Lin Wei-yu Aleks Menc Matija Dinić Peter Repčík Mackenzie Stewart Dylan Wesseling Tjaš Lesničar Sander Salvær Jan Hornecker Matthias Bittner Maël Halladj                                    | _ Team Gelb    | 15:13     | _ Team Braun  | 9:7           | _ Team Grün            | 4:10                   | Silber |
| _ Team Rot  | Juho Lukkari Denys Pasko Lin Wei-yu Aleks Menc Matija Dinić Peter Repčík Mackenzie Stewart Dylan Wesseling Tjaš Lesničar Sander Salvær Jan Hornecker Matthias Bittner Maël Halladj                                    | _ Team Blau    | 18:11     | _ Team Braun  | 9:7           | _ Team Grün            | 4:10                   | Silber |
| Mädchen     | |                |           |               |               |                        |                        |        |
| _ Team Grau | Siria Dore Valentina Vrhoci Lina Meijer Emilia Munteanu Ilary Larese De Pasqua Zhang Shuqi Markéta Mazancová Jekaterina Dawletschina Ebony Brunt Lee Eun-ji Dorottya Gengeliczky Sofie van Dueren Jelizaveta Stadnika | _ Team Blau    | 9:8       | ausgeschieden | ausgeschieden | ausgeschieden          | ausgeschieden          | 6      |
| _ Team Grau | Siria Dore Valentina Vrhoci Lina Meijer Emilia Munteanu Ilary Larese De Pasqua Zhang Shuqi Markéta Mazancová Jekaterina Dawletschina Ebony Brunt Lee Eun-ji Dorottya Gengeliczky Sofie van Dueren Jelizaveta Stadnika | _ Team Gelb    | 11:8      | ausgeschieden | ausgeschieden | ausgeschieden          | ausgeschieden          | 6      |
| _ Team Grau | Siria Dore Valentina Vrhoci Lina Meijer Emilia Munteanu Ilary Larese De Pasqua Zhang Shuqi Markéta Mazancová Jekaterina Dawletschina Ebony Brunt Lee Eun-ji Dorottya Gengeliczky Sofie van Dueren Jelizaveta Stadnika | _ Team Braun   | 6:16      | ausgeschieden | ausgeschieden | ausgeschieden          | ausgeschieden          | 6      |
| _ Team Grau | Siria Dore Valentina Vrhoci Lina Meijer Emilia Munteanu Ilary Larese De Pasqua Zhang Shuqi Markéta Mazancová Jekaterina Dawletschina Ebony Brunt Lee Eun-ji Dorottya Gengeliczky Sofie van Dueren Jelizaveta Stadnika | _ Team Rot     | 13:9      | ausgeschieden | ausgeschieden | ausgeschieden          | ausgeschieden          | 6      |
| _ Team Grau | Siria Dore Valentina Vrhoci Lina Meijer Emilia Munteanu Ilary Larese De Pasqua Zhang Shuqi Markéta Mazancová Jekaterina Dawletschina Ebony Brunt Lee Eun-ji Dorottya Gengeliczky Sofie van Dueren Jelizaveta Stadnika | _ Team Grün    | 6:14      | ausgeschieden | ausgeschieden | ausgeschieden          | ausgeschieden          | 6      |
| _ Team Grau | Siria Dore Valentina Vrhoci Lina Meijer Emilia Munteanu Ilary Larese De Pasqua Zhang Shuqi Markéta Mazancová Jekaterina Dawletschina Ebony Brunt Lee Eun-ji Dorottya Gengeliczky Sofie van Dueren Jelizaveta Stadnika | _ Team Schwarz | 8:16      | ausgeschieden | ausgeschieden | ausgeschieden          | ausgeschieden          | 6      |
| _ Team Grau | Siria Dore Valentina Vrhoci Lina Meijer Emilia Munteanu Ilary Larese De Pasqua Zhang Shuqi Markéta Mazancová Jekaterina Dawletschina Ebony Brunt Lee Eun-ji Dorottya Gengeliczky Sofie van Dueren Jelizaveta Stadnika | _ Team Orange  | 5:2       | ausgeschieden | ausgeschieden | ausgeschieden          | ausgeschieden          | 6      |

### Shorttrack
| Athlet      | Wettbewerb | Vorlauf      | Vorlauf | Viertelfinale | Viertelfinale | Halbfinale    | Halbfinale    | Finale        | Finale        | Rang |
| Athlet      | Wettbewerb | Zeit         | Rang    | Zeit          | Rang          | Zeit          | Rang          | Zeit          | Rang          | Rang |
| ----------- | ---------- | ------------ | ------- | ------------- | ------------- | ------------- | ------------- | ------------- | ------------- | ---- |
| Mädchen     |            |              |         |               |               |               |               |               |               |      |
| Petra Jašić | 500 m      | 48,566 s     | 4       | ausgeschieden | ausgeschieden | ausgeschieden | ausgeschieden | ausgeschieden | ausgeschieden | 26   |
| Petra Jašić | 1000 m     | 1:38,217 min | 4       | ausgeschieden | ausgeschieden | ausgeschieden | ausgeschieden | ausgeschieden | ausgeschieden | 25   |

### Ski Alpin
| Athleten         | Wettbewerbe  | 1. Lauf     | 1. Lauf | 2. Lauf     | 2. Lauf | Gesamt      | Gesamt |
| Athleten         | Wettbewerbe  | Zeit        | Rang    | Zeit        | Rang    | Zeit        | Rang   |
| ---------------- | ------------ | ----------- | ------- | ----------- | ------- | ----------- | ------ |
| Jungen           |              |             |         |             |         |             |        |
| Uglješa Pantelić | Riesenslalom | 1:08,67 min | 33      | 1:09,97 min | 33      | 2:18,64 min | 31     |
| Uglješa Pantelić | Slalom       | 41,91 s     | 35      | 46,29 s     | 33      | 1:28,20 min | 30     |
| Uglješa Pantelić | Super-G      | –           | –       | –           | –       | 1:00,97 min | 49     |
| Uglješa Pantelić | Kombination  | 1:00,97 min | 49      | 38,75 s     | 34      | 1:39,44 min | 33     |
| Mädchen          |              |             |         |             |         |             |        |
| Zoja Grbović     | Riesenslalom | DNF         | DNF     | DNF         | DNF     | DNF         | DNF    |
| Zoja Grbović     | Slalom       | DNF         | DNF     | DNF         | DNF     | DNF         | DNF    |
| Zoja Grbović     | Super-G      | –           | –       | –           | –       | 57,13 s     | 10     |
| Zoja Grbović     | Kombination  | 57,13 s     | 10      | 40,09 s     | 19      | 1:37,22 min | 4      |